# Aulacopone relicta

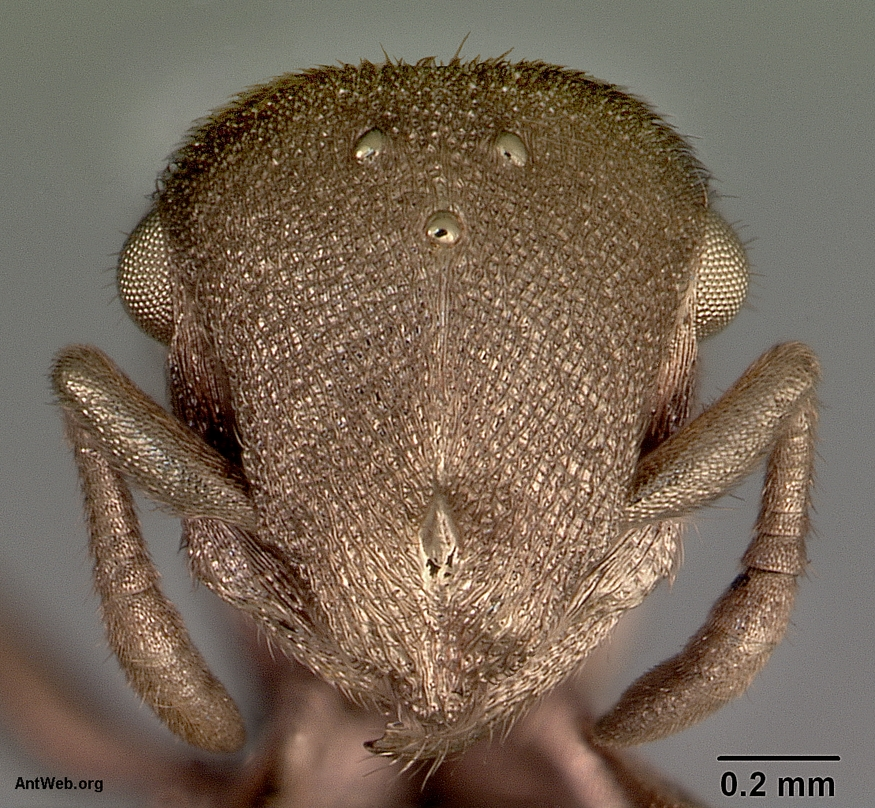
Голова

Aulacopone relicta (лат.) — вид мелких муравьёв рода Aulacopone из подсемейства Ectatomminae (Formicidae). Закавказье: Азербайджан.

## Распространение
Эндемик Азербайджана. Известен только по двум экземплярам (оба нашёл К. В. Арнольди): один (голотип) найден в 1929 году на юге в Талышском среднегорном лесу около Ələzəpin (Alazapin, в 40 км ю.-з. Ленкорани, 38° 45’N., 48° 50’E.), около границы с Ираном; второй экземпляр был найден в 1936 году на севере Азербайджана (на горе Гугулябанд, около Алексеевки, 41° 22 N, 48° 34 E).

## Описание
Длина тела 4,25 мм; длина головы 1,08 мм; ширина головы через глаза 1,02 мм; длина скапуса 0,59 мм; максимальный диаметр глаза 0.24 мм; длина мезосомы 1,36 мм; ширина скутума 0,82 мм; ширина петиолюса 0,52 мм; высота петиолюса 0,58 мм; ширина постпетиолюса 0,96 мм. Глаза мелкие, покрыты волосами, расположены на заднебоковой поверхности головы. Усиковые бороздки глубокие, что вместе с вытянутой вперёд фронто-клипеальной частью головы (лоб + наличник) отличает этот таксон от других близких родов эктатоммин. И, одновременно, эти признаки делают Aulacopone relicta сходным с криптобиотическими мелкими муравьями из триб Dacetini и Basicerotini, но из другого подсемейства мирмицины. Вид был впервые описан в 1930 году советским мирмекологом Константином Владимировичем Арнольди. Голотип был найден в галереях муравейника Lasius emarginatus, под корой дубового пня.